# 丹麦人列表
丹麦人按职业分类，可以从以下各列表中查询。
- 丹麦君主列表
- 丹麦首相列表
- 丹麦演员列表（英语：List of Danish actors）
- 丹麦建筑家列表（英语：List of Danish architects）
- 丹麦画家列表（英语：List of Danish painters）
- 丹麦雕刻家列表（英语：List of Danish sculptors）
- 丹麦电影导演列表（英语：List of Danish film directors）
- 丹麦裔美国人列表（英语：List of Danish Americans）

|  | 本条目是人物相关列表索引。 |